# Jon Sundvold
Jon Thomas "Sunny" Sundvold (Sioux Falls, Dakota del Sur, 2 de julio de 1961) es un exjugador de baloncesto estadounidense que disputó 9 temporadas en la NBA. Con 1,88 metros de altura, jugaba en la posición de base.

## Trayectoria deportiva

### Universidad
Jugó durante cuatro temporadas con los Tigers de la Universidad de Misuri, siendo uno de los dos únicos jugadores (el otro fue su compañero Steve Stipanovich) en ganar en todos sus años estudiantiles el torneo de la Big Eight Conference. Fue elegido en dos ocasiones en el mejor quinteto de la conferencia, y en 1983 fue nombrado All-American. En el total de su carrera universitaria promedió 12,5 puntos, 3,0 asistencias y 2,0 rebotes por partido. Es uno de los únicos 4 jugadores de Misuri que han visto retirada su camiseta como homenaje.

### Selección nacional
Fue convocado por la  Selección de baloncesto de Estados Unidos para disputar el Campeonato mundial de baloncesto de 1982 celebrado en Cali, Colombia, donde consiguieron la medalla de plata.

### Profesional
Fue elegido en la decimosexta posición del Draft de la NBA de 1983 por Seattle Supersonics, equipo donde jugó sus dos primeras temporadas como profesional contando con muy pocos minutos de juego. En la temporada 1985-86 es traspasado a San Antonio Spurs, donde poco a poco se fue haciendo un hueco entre los titulares, siendo su mejor año el segundo, cuando promedió 11,2 puntos y 4,1 asistencias por partido. En la temporada 1988-89 fue traspasado a Miami Heat, y acabó con el mejor porcentaje de la liga de tiros de 3 puntos, con un 52,2% de acierto,
disputando ese mismo año dentro del All Star Weekend el concurso de triples.
Tras tres temporadas más en Florida, jugando cada vez menos minutos, se retiró al finalizar la temporada 1991-92, arrastrando una grave lesión de rodilla. En el total de su trayectoria profesional promedió 7,7 puntos y 2,9 asistencias por partido.

## Estadísticas de su carrera en la NBA
|  | Líder de la liga |

### Temporada regular
| Año     | Equipo      | PJ  | PT | MPP  | %TC  | %3P   | %TL   | RPP | APP | ROB | TPP | PPP  |
| ------- | ----------- | --- | -- | ---- | ---- | ----- | ----- | --- | --- | --- | --- | ---- |
| 1983-84 | Seattle     | 73  | 2  | 17.6 | .445 | .243  | .889  | 1.2 | 3.3 | .4  | .0  | 6.9  |
| 1984-85 | Seattle     | 73  | 1  | 15.8 | .425 | .316  | .814  | 1.0 | 2.8 | .5  | .0  | 5.5  |
| 1985-86 | San Antonio | 70  | 4  | 16.4 | .462 | .350  | .813  | 1.1 | 3.7 | .5  | .0  | 7.1  |
| 1986-87 | San Antonio | 76  | 42 | 23.2 | .486 | .336  | .833  | 1.3 | 4.1 | .5  | .0  | 11.2 |
| 1987-88 | San Antonio | 52  | 12 | 19.7 | .464 | .406  | .896  | .9  | 3.0 | .5  | .0  | 8.1  |
| 1988-89 | Miami       | 68  | 8  | 19.7 | .455 | .522  | .825  | 1.3 | 2.0 | .4  | .0  | 10.4 |
| 1989-90 | Miami       | 63  | 2  | 13.8 | .408 | .440  | .846  | 1.1 | 1.6 | .4  | .0  | 6.1  |
| 1990-91 | Miami       | 24  | 0  | 9.4  | .402 | .429  | 1.000 | .4  | 1.0 | .3  | .0  | 4.7  |
| 1991-92 | Miami       | 3   | 0  | 2.7  | .333 | 1.000 | —     | .0  | .7  | .0  | .0  | 1.0  |
| Total   | Total       | 502 | 71 | 17.6 | .452 | .392  | .849  | 1.1 | 2.9 | .4  | .0  | 7.7  |

### Playoffs
| Año   | Equipo      | PJ | PT | MPP  | %TC  | %3P  | %TL   | RPP | APP | ROB | TPP | PPP  |
| ----- | ----------- | -- | -- | ---- | ---- | ---- | ----- | --- | --- | --- | --- | ---- |
| 1984  | Seattle     | 3  |    | 7.3  | .375 | .000 | 1.000 | .7  | 1.7 | .0  | .0  | 2.7  |
| 1986  | San Antonio | 3  | 0  | 14.3 | .389 | .167 | 1.000 | .3  | 1.7 | .0  | .0  | 5.3  |
| 1988  | San Antonio | 3  | 3  | 30.0 | .500 | .333 | .667  | 1.3 | 5.0 | 1.3 | .0  | 11.7 |
| 1992  | Miami       | 1  | 0  | 2.0  | .000 | —    | —     | .0  | .0  | .0  | .0  | .0   |
| Total | Total       | 10 | 3  | 15.7 | .439 | .222 | .833  | .7  | 2.5 | .4  | .0  | 5.9  |

## Vida posterior
Tras dejar el baloncesto en activo, se dedicó a los medios de comunicación, siendo comentarista de televisión de la cadena ESPN de los partidos de la NCAA, y también fue analista en la cadena CBS.